# Кашталинский, Матвей Фёдорович
Матвей Фёдорович Кашталинский  (1726—1817) — сенатор Российской империи,  обер-церемониймейстер (1774), действительный тайный советник (1797). Прославился необычайной удачей, сопутствовавшей ему в карточных играх, широким гостеприимством и помощью нуждающимся.

## Биография
Родился 18 (29) апреля 1726 года. Выходец из смоленской шляхты, к которому помещики Смоленской губернии часто обращались за протекцией. В службе и в офицерских чинах с 1748 года, дослужился до подполковника. С 1765 года на гражданско-придворной службе, церемониймейстер императорского двора. С 1766 по 1796 годы управляющий церемониальной экспедицией при Коллегии иностранных дел.

Кашталинский хорошо знал математику, языки и, как сказывают, в Семилетнюю войну служил при штабе герцога Ришельё. Роста он был небольшого, казался подслеповатым, но очень зорко видел. Лицо его цвело здоровьем, и он умел и имел средства поддерживать здоровье. Рано прибегнул он к парику, чтобы каждое утро тереть голову льдом, в то же время освежался он прогулками и ваннами ароматными. К игре на бильярде и к обеду являлся он в коротеньком бархатном сюртуке и в бархатных башмаках, завязанных ленточками. Казалось, что сама богиня щегольства наряжала его.— С. Н. Глинка
В 1774 году пожалован в обер-церемониймейстеры Императорского двора. В 1784 году произведён в тайные советники. В 1797 года произведён в действительные тайные советники.
С 25 января 1797 по 26 апреля 1798 года — сенатор Правительствующего сената. В 1798 году был уволен со службы по болезни. Был награждён всеми российскими орденами вплоть до ордена Святого Александра Невского, пожалованного ему 25 января 1797 года.
Жил в Петербурге в собственных домах, один из которых стоял на углу Невского проспекта и Казанской улицы (Казанская, д. 1), а другой — на набережной Мойки, 72. Вечерами сюда съезжались все заядлые игроки в карты во главе с князем Потёмкиным. По словам его протеже С. Н. Глинки, Кашталинский был обязан своим солидным состоянием удаче в игре: «После лукулловского обеда в доме Кашталинского опускались на окнах занавески, зажигались свечи и начиналась резня в карты. От одного ловкого выигрыша в макао при дворе Елисаветы и от ловкой утайки туза, мешавшего выигрышу, прослыла поговорка: „Он туза проглотил“».
Кашталинский жил на широкую ногу. «Много вышло теперь сочинений в прозе и в стихах о гастрономии, но едва ли где баловали вкус такие блюда, какие подносили у Кашталинского, — свидетельствовал С. Н. Глинка. — В обеде были три перемены: две состояли из кушаньев, а третья из закусок. У Кашталинского все было на серебре и золоте, но скука не перечила желудку. Он дарил вкусным обедом, и его дарили затейливою веселостью. Сенатор Щербачёв не спускал ни блюдам, ни анекдотам, ни прибауткам. Видал я у него и молодого человека в щегольском, красном артиллерийском мундире, ловкого, умного, и который, обладая разнообразными знаниями, золотил разговоры чистым русским языком без примеси французского. То был Алексей Николаевич Оленин».
После выхода в отставку удалился в имение Жуково под Смоленском. Продал село Дугино графу Петру Панину, а дом на Мойке — вице-канцлеру А. Р. Воронцову. «Оставя двор, Кашталинский перенес в смоленскую свою деревню жизнь столичную. Но он привез с собою и два волшебных талисмана богатых: привет и ласку. Он посещал соседей, отыскивал нуждающихся, а гостей-бедняков провожал до дверей и до крыльца, как будто совестясь, что богаче их… Летом и зимой был неутомим в пешеходной прогулке. Утончая правила долгожития, Матвей Федорович охотникам до прогулок говорил: „Сперва ходите против ветра, потом под ветром, потому что если лицо и вспотеет, то не остынет“. Но кто устережется всех ветров, которые мчат бренную ладью нашу по океану жизни? Повернулось и колесо судьбы нашего счастливца Лукулла; попал и он впросак карточный. Сотни тысяч уплыли, но он досадовал не на утрату денег, а на то, что опростоволосился. С этою досадою переехал Кашталинский в Петербург, где прежняя блестящая его звезда туманно закатилась в могилу».
Владелец имения Герчики вспоминал про карточную партию, сыгранную с Кашталинским, уже дряхлым стариком, во время нашествия французов в 1812 году.
Умер 23 июня (5 июля) 1817 года.

## Семья
Кашталинский не был женат, но долгое время состоял в связи с Анной Семёновной Олениной, от которой, как гласила молва, родился будущий президент Академии художеств Алексей Оленин.

## Герб
В списке Высочайше утвержденных герба Кашталинских не имеется. В Гербовнике Анисима Титовича Князева 1785 года имеется печать Матфея Федоровича Кашталинского: в щите, имеющем синее поле, находится изображение серебряного лука со стрелой, остриём вверх. Щит увенчан коронованным дворянским шлемом с клейдоном на шее. Нашлемник: пять страусовых перьев. Щитодержатели: с левой стороны гриф, с правой стороны — пушка с якорной цепью. Цветовая гамма намёта не определена.